# Зубочистенский Второй сельсовет
Зубочистенский Второй сельсовет — сельское поселение в Переволоцком районе Оренбургской области Российской Федерации.
Административный центр — село Зубочистка Вторая.

## История
Статус и границы сельского поселения установлены Законом Оренбургской области от 2 сентября 2004 года № 1424/211-III-ОЗ «О наделении муниципальных образований Оренбургской области статусом муниципального района, городского округа, городского поселения, установлении и изменении границ муниципальных образований».

## Население
| 2010 | 2012 | 2013 | 2014 | 2015 | 2016 | 2017 |
| ---- | ---- | ---- | ---- | ---- | ---- | ---- |
| 778  | ↗779 | ↘769 | ↘743 | ↗760 | ↘750 | ↗752 |
| 2018 | 2019 | 2020 | 2021 |      |      |      |
| ↘735 | ↘723 | ↘705 | ↘684 |      |      |      |

## Состав сельского поселения
| № | Населённый пункт  | Тип населённого пункта       | Население |
| - | ----------------- | ---------------------------- | --------- |
| 1 | Зубочистка Вторая | село, административный центр | ↗684      |